# تيمو باومغارتل
تيمو باومغارتي (بالألمانية: Timo Baumgartl) (4 مارس 1996 بوبلينغين ألمانيا - ) هو لاعب كرة قدم ألماني، يلعب كمدافع.

## روابط خارجية
- تيمو باومغارتل على موقع الاتحاد الأوربي (الإنجليزية)
- تيمو باومغارتل على موقع الدوري الأمريكي (الإنجليزية)
- تيمو باومغارتل على موقع إي إس بي إن إف سي (الإنجليزية)
- تيمو باومغارتل على موقع قاعدة بيانات كرة القدم.إي يو (الإنجليزية)
- تيمو باومغارتل على موقع بيانات كرة القدم. دي إي (الألمانية)
- تيمو باومغارتل على موقع Soccerbase.com (لاعب) (الإنجليزية)
- تيمو باومغارتل على موقع Soccerway.com (الإنجليزية)
- تيمو باومغارتل على موقع عالم كرة القدم.نت (الإنجليزية)
- تيمو باومغارتل على موقع AS.com (الإسبانية)